# Wisznice (gemeente)
Wisznice is een gemeente dat ligt in het woiwodschap Lubelskie en het Bialski district. De gemeente bestaat uit de dorpen: Curyn, Dołholiska, Dubica Dolna, Dubica Górna, Horodyszcze, Kolonia Wisznice, Łyniew, Małgorzacin, Marylin, Polubicze Dworskie, Polubicze Wiejskie, Ratajewicze, Rowiny, Wisznice, Wygoda. Het stadhuis ligt in Wisznice, Rynek 35. In de gehele gemeente zijn er 4809 inwoners (2019) op een oppervlakte van 173,2 km2. De burgemeester van gemeente Wisznice is Piotr Dragan, hij is actief als burgemeester sinds december 2006. Chauffers in de gemeente hebben een nummerplaat die start met LBI. Wisznice is een gemeente dat leeft van de landbouw, meeste inwoners zijn ook landbouwers. Het wapenschild van Wisznice is een wit paard die bij een groene populier staat met een blauwe achtergrond. De eerste noteringen van het betreffende wapenschild dateren van 1847.

## Geschiedenis
Wisznice werd opgericht rond het begin van de 15e eeuw. Het begon als een nederzetting rond een houten kerk in het centrum van het dorp. Het diende ook als een handelsdorp op de weg van Vilnius (Litouwen) tot Krakau. Wisznice lag toen in het Pools koninkrijk, maar vanaf het begin van de 16e eeuw lag het onder leiding van de Sapieha familie en zij bleven aan de macht voor de volgende 300 jaar. In 1579 kreeg het dorp het Maagdeburgs recht, dat betekent dat ze een patent kregen waarbij het dorp rechten kreeg voor handel. De ontwikkeling van de gemeente werd stop gezet door 2 oorlogen, in de 17e en 18e eeuw. Verwoest door de kozakken van Chmielnicki, afgebrand tijdens de Zweedse zondvloed (Noordse Oorlog) en later geplunderd door de legers van Rakoczy en Chowański, verloor Wisznice zijn status. Aan het begin van de 20e eeuw was Wisznice een belangrijk centrum met verschillende religieuze en bestuurlijke voorzieningen. Het diende als zetel voor een orthodoxe parochie, een rooms-katholieke parochie en een kahal (Joodse gemeenschap). Daarnaast waren er een gemeentelijke rechtbank, een districtspostkantoor, een school en een apotheek aanwezig. Echter, tijdens de Eerste Wereldoorlog werd de nederzetting in de zomer van 1915 verwoest en ontvolkt door het terugtrekkende Russische leger.
In het interbellum, tussen de twee wereldoorlogen, bloeide Wisznice op als een lokaal handels- en dienstencentrum. Ongeveer de helft van de bevolking bestond uit Joden. De stad telde diverse winkels en ambachtelijke werkplaatsen, zoals schoenmakers, kleermakers en zadelmakers. Daarnaast waren er enkele kleine industriële bedrijven, waaronder een tabaksfabriek en twee gortfabrieken. Ook waren er horecagelegenheden zoals een theesalon en twee bierbars. Wisznice had een betonfabriek, een steenbakkerij, twee molens en een zagerij. Het was ook de zetel van de gemeente en herbergde een postkantoor, een politiebureau en een brandweerkazerne. Een openbare school en een volksleeszaal waren beschikbaar, evenals verschillende Poolse, Joodse en Oekraïense politieke partijen en maatschappelijke organisaties. In 1930 werd een groots nieuw gebouw opgericht dat diende als een openbare school, een brandweerkazerne, een zuivelfabriek en een nieuwe zagerij. Bovendien was Wisznice bekend om zijn veemarkten, varkensmarkten en paardenmarkten. Maar het meest bekende waren de paardenmarkten.
Tijdens de Tweede Wereldoorlog lag Wisznice onder de occupatie van de Sovjet-Unie. Die duurde niet lang, het was maar een kleine periode in 1939 tot Nazi-Duitsland het terrein overnam. Die creëerden een ‘getto’ in de gemeente voor de Joodse inwoners van de gemeente. Er woonden ongeveer 950 Joden in het getto van Wisznice. Zij werden uiteindelijk geëxecuteerd aan het Zielawa rivier of werden vervoerd naar het vernietigingskamp van Treblinka. Ook normale inwoners waren de dupe van het Duitse regime. Op 23 juli 1944 werd Wisznice bevrijd van de Nazi regime van Hitler. Wisznice bleef dan tot 1989 onder de leiding van de Sovjet-Unie.
Sindsdien werd de gemeente terug herbouwd na de vernietiging van de oorlog. Er kwam een basisschool en een lyceum, het dorp bouwde een cultuurhuis voor de gemeente en de gemeentes er rond en een eigen nooddiensten corps (politie, brandweer, ziekenhuis) werden opgericht. In de jaren 80 woonden er naar schatting 5898 inwoners.
Nu richt de gemeente zich op de toekomst. Door onder andere steun van investeringen uit het fonds dat Wisznice kreeg van de Europese Unie. Er werden nieuwe wegen aangelegd in de gemeente, de school werd gerenoveerd en groter gemaakt, er kwam een sportschool en er werden sportvelden aangelegd. De gemeente is nu de grootste gemeente in een straal van 30 kilometer.

## Geografie
De gemeente Wisznice bevindt zich tussen 149 tot 168 meter boven de zeespiegel. De Markt in Wisznice, wat een van de hoofdplekken is in de gemeente is ligt op 155 meter boven de zeespiegel. De coördinaten van Wisznice zijn: 51° 47' 24''N 23° 12' 32''E. Door de gemeente vloedt één rivier, de Zielawa. In Horodyszcze, een deelgemeente van Wisznice ligt er een meer waarin gezwommen kan worden.

## Deelgemeentes
Curyn, Dołholiska, Dubica Dolna, Dubica Górna, Horodyszcze, Kolonia Wisznice, Łyniew, Małgorzacin, Marylin, Polubicze Dworskie, Polubicze Wiejskie, Ratajewicze, Rowiny, Wisznice, Wygoda.

## Aangrenzende gemeenten
Jabłoń, Komarówka Podlaska, Łomazy, Milanów, Podedwórze, Rossosz, Sosnówka

## Transport
In de gemeente liggen 3 grote wegen. 2 Provinciale wegen en 1 Nationale weg: provinciale weg 812 (DW812, Biala Podlaska – Krasnystaw), provinciale weg 815 (DW815, Wisznice – Lubartów) en de nationale weg 63 (DK63, Perla – Slawatycze, weg van enclave Rusland tot Wit-Rusland). In de gemeente, net naast de DK63 ligt het vliegveld van Wisznice genaamd Lotnisko Wisznice. Het is een privévliegveld met maar 1 baan.

## Sport
In de gemeente is er 1 voetbalclub, genaamd Tytan Wisznice. De club werd opgericht in 1979 door de inwoners van de gemeente. Ondertussen bestaat er een mannen- en vrouwenteam. In de gemeente heb je nog ook een sportschool, voetbalveld, tennisveld, volleybalveld, basketbalveld en een aantal fietsroutes.

## Partners
De gemeente is partners met 4 andere gemeente: Sveio in Noorwegen sinds 2007 maar officieel sinds 2014, Znamienka in Wit-Rusland sinds 2013, Airvault in Frankrijk sinds 2010 en Oziero in Oekraïne sinds 2007.